# 蔡白生
蔡白生（1935年2月14日—2011年4月3日），生於菲律賓，為台灣著名飛靶射擊運動選手，主攻飛靶項目。

## 生平
蔡白生為菲律賓華僑，1954年與其父蔡功南代表台灣，參與在馬尼拉舉辦的亞運飛靶射擊賽。
1994年，參與1994年廣島亞運，時年59歲，為該屆亞運最老選手。

## 榮譽
- 1958年，東京亞運銀牌。

## 外部連結
- 射擊界國寶 蔡白生病逝 （页面存档备份，存于）